# Lucifer Sam
„Lucifer Sam“ je skladba britské rockové skupiny Pink Floyd, poprvé byla zařazena na jejich debutovém albu The Piper at the Gates of Dawn z roku 1967 jako druhá v pořadí. Jejím autorem je tehdejší kytarista a zpěvák kapely Syd Barrett, který ji také zpívá. Stejně jako celá deska je i tato píseň řazena do psychedelického rocku, zmiňován bývá i space rock a hard rock.

## Kompozice
Píseň je vystavěna kolem sestupného riffu. Dominantním nástrojem je zde Barrettova elektrická kytara zapojená přes echo efekt, jejíž výsledný zvuk je přirovnáván k „zlověstnému“ Duaneu Eddymu. Ten je umocněn opakujícím se basovým riffem, postupně stále více přerušovanou hrou varhan a efekty perkusí. V polovině písně se nachází basové sólo zahrané smyčcem a před poslední slokou krátké sólo na varhany.
Text písně popisuje Sama, Barrettovu kočku domácí (přesně určenou jako siamskou), je v ní jako „Jennifer Gentle“ zmíněna i tehdejší zpěvákova přítelkyně Jennifer Spiresová. Existují i spekulace, že text ve skutečnosti popisuje nějakého muže, reálného nebo imaginární, se kterým měla Spiresová určitý druh vztahu v době, kdy chodila s Barrettem (ve slangu 60. let se výraz z textu písně „a hip cat“ používal právě pro tyto případy), nicméně toto se nezakládá na pravdě. Skladba se původně během nahrávacích frekvencích v průběhu dubna až června 1967 (začátek nahrávání 11. dubna) jmenovala „Percy the Rat Catcher“. Celkový sound kapely v této písni zní podobně jako The Who té doby.

## Živá verze
Píseň „Lucifer Sam“ hráli Pink Floyd na koncertech pouze v roce 1967. První zaznamenané odehrání této skladby je datováno na 15. dubna 1967 do anglického Brightonu, naopak poslední záznam pochází z londýnského koncertu 1. října téhož roku; je však možné, že ji skupina hrála i poté, neboť setlisty vystoupení z těchto raných dob nejsou většinou dochované. Například na unikátním koncertu Games for May, který se konal 12. května 1967 v londýnské Queen Elizabeth Hall zahráli Pink Floyd „Lucifer Sam“ jako přídavek. V roce 2018 byla skladba zařazena na program debutového turné skupiny Nick Mason's Saucerful of Secrets.
Originální verze skladby z alba The Piper at the Gates of Dawn je dlouhá 3 minuty a 7 sekund. Samostatně se již na žádném dalším kompilačním albu neobjevila, pouze jako součást celé desky v rámci box setů.

## Původní sestava
- Syd Barrett – elektrická kytara, zpěv
- Rick Wright – elektronické varhany
- Roger Waters – baskytara
- Nick Mason – bicí, perkuse